# Rhodobryum hieronymi
Rhodobryum hieronymi är en bladmossart som först beskrevs av C. Müller, och fick sitt nu gällande namn av Jean Édouard Gabriel Narcisse Paris 1898. Rhodobryum hieronymi ingår i släktet rosmossor, och familjen Bryaceae. Inga underarter finns listade i Catalogue of Life.